# Johannesudd
Johannesudd is een plaats (tätort) in de gemeente Vallentuna in het landschap Uppland en de provincie Stockholms län in Zweden. De plaats heeft 249 inwoners (2010) en een oppervlakte van 10 hectare.